# Registro Mundial de Especies Marinas
El Registro Mundial de Especies Marinas, en inglés World Register of Marine Species (WoRMS), es una base de datos que incluye una exhaustiva lista de nombres de organismos marinos, con información sobre cada clado o taxón, su nomenclatura correcta, sus sinonimias, su árbol taxonómico, hábitat y distribución geográfica, y enlaces externos a otros organismos que contienen información relacionada.
WoRMS fue fundado en 2008, recibiendo fondos principalmente de la Unión Europea. Este registro de especies marinas surgió del Registro Europeo de Especies Marinas, SGDEA (enlace roto disponible en Internet Archive; véase el historial, la primera versión y la última)., y su combinación con otras especies de registros que mantiene el Instituto Marino de Flandes, VLIZ (enlace roto disponible en Internet Archive; véase el historial, la primera versión y la última).. En lugar de crear registros separados para todos los proyectos, y para asegurarse que la taxonomía utilizada en los diferentes proyectos es consistente, VLIZ desarrolló una base de datos unificada llamada "Aphia".  MarineSpecies.org es la interfaz web de esta base de datos.   
Mantener al día la base de datos es una tarea ingente, no solo por la cantidad de información, sino porque, constantemente nuevas especies son descubiertas y descritas, o reclasificadas, debido a análisis filogenéticos. 

## Estructura
WoRMS tiene un sistema de gestión editorial, donde cada grupo taxonómico es representado por un experto que tiene la autoridad sobre el contenido, y es responsable de controlar la calidad de la información.  Cada uno de estos principales editores taxonómicos, puede invitar a varios especialistas de los grupos más pequeños dentro de su área de responsabilidad, a unirse a ellos. El contenido del registro es editado y mantenido por científicos especialistas en cada grupo de organismos. Estos taxonomistas elaboran la información, que es reunida desde varias bases de datos regionales o específicas por taxón. 

### Comité Directivo
El comité directivo de WoRMS se compone de científicos especialistas de todo el mundo. Actualmente está compuesto por las siguientes personas:
- Nicolas Bailly· Centro Helénico para la Investigación Marina, Grecia
- Nicole Boury-Esnault. Jubilada, Francia
- Simone Nunes Brandão. Universidad Federal de Rio Grande do Norte; Departamento de Geología; Laboratorio de Geología y Geofísica Marina y Monitoreo Ambiental, Brasil
- Mark J. Costello. Universidad de Auckland, Laboratorio Marino Leigh, Nueva Zelanda
- Serge Gofas. Universidad de Málaga, Facultad de Ciencias; Departamento de Biología Animal, España
- Francisco Hernández. (de oficio, administrador de datos, sustituto: Leen Vandepitte)
- Tammy Horton. Universidad de Southampton; Centro Nacional Oceanográfico, Reino Unido
- Andreas Kroh. Museo de Historia Natural de Viena, Austria
- Jan Mees. Instituto Marino de Flandes, Bélgica
- Gustav Paulay· Universidad de Florida; Museo de Historia Natural, Estados Unidos
- Gary CB Poore. Museo de Victoria, Australia
- Gary Rosenberg. Universidad de Drexel; Academia de Ciencias Naturales, Estados Unidos
- Sabine Stöhr.  Museo de Historia Natural Sueco; Departamento de Zoología de Invertebrados, Suecia

## Bases de datos integradas en WoRMS

### Las bases de datos de especies globales (GSD)
Con una interfaz: 
- Lista Mundial de Amphipoda

- Lista Mundial de Ascidiacea

- Lista Mundial de Asteroidea

- Lista Mundial de Cetáceos

- Lista Mundial de Copepoda

- Lista Mundial de Cumacea

- Lista Mundial de Echinoidea

- Lista Mundial de foraminíferos

- Lista Mundial de Hemichordata

- Lista Mundial de Hydrozoa

- Lista Mundial de isópodos

- Lista Mundial de Lophogastrida, Stygiomysida y Mysida

- Lista Mundial de los Manglares

- Lista Mundial de Moluscos (MolluscaBase)

- Lista Mundial de miriápodos de litoral

- Lista Mundial de nematodos marinos de vida libre (NeMys)

- Lista Mundial de Ophiuroidea

- Lista Mundial de Ostracoda

- Lista Mundial de Placozoa

- Lista Mundial de Polychaeta

- Lista Mundial de Porifera

- Lista Mundial de Proseriata y Kalyptorhynchia - Rhabditophora

- Lista Mundial de Pycnogonida

- Lista Mundial de Remipedia

Sin una interfaz:
- Lista Mundial de Acanthocephala

- Lista Mundial de Acarina (marino)

- Lista Mundial de Achelata

- Lista Mundial de Anomura

- Lista Mundial de Appendicularia

- Lista Mundial de Aspidogastrea

- Lista Mundial de Astacidea

- Lista Mundial de Axiidea

- Lista Mundial de Bochusacea

- Lista Mundial de Brachypoda

- Lista Mundial de Brachyura

- Lista Mundial de Branchiopoda (marina y salobre)

- Lista Mundial de Caridea

- Lista Mundial de Carnivora (marino)

- Lista Mundial de Chaetognatha

- Lista Mundial de Ciliophora

- Lista Mundial de Dendrobranchiata

- Lista Mundial de Euphausiacea

- Lista Mundial de Gebiidea

- Lista Mundial de Gnathostomulida

- Lista Mundial de Hirudinea (marino)

- Lista Mundial de Holothuroidea

- Lista Mundial de Insecta (marino)

- Lista Mundial de Leptostraca

- Lista Mundial de Merostomata

- Lista Mundial de Mesozoos

- Lista Mundial de Monogenea

- Lista Mundial de Mystacocarida

- Lista Mundial de Nematomorpha

- Lista Mundial de Nemertea

- Lista Mundial de Oligochaeta (marino)

- Lista Mundial de Pennatulacea

- Lista Mundial de Polychelida

- Lista Mundial de Polyplacophora

- Lista Mundial de Radiozoa

- Lista Mundial de Rhizocephala

- Lista Mundial de Scaphopoda

- Lista Mundial de aves marinas

- Lista Mundial de Sipuncula

- Lista Mundial de Sirenia

- Lista Mundial de Solenogastres

- Lista Mundial de Staurozoa

- Lista Mundial de Stenopodidea

- Lista Mundial de Tanaidacea

- Lista Mundial de Tantulocarida

- Lista Mundial de Thermosbaenacea

Bajo construcción: 
Alcyonacea, Antipatharia, Branchiura, Ceriantharia, Gorgonacea, Helioporacea, Thecostraca, Crinoidea, Digenea, Echiura, Entoprocta, Gastrotricha, Nematoda (parásitos), Myxozoa, Myodocopa, Scleractinia, Scyphozoa, Zoanthidea, Cirripedia, Decapoda, Tardigrada

### Las bases de datos de especies regionales (RSD)
Con una interfaz: 
- Registro Africano de Especies Marinas (AfReMaS)

- Registro Ártico de Especies Marinas (ARMS)

- Registro Belga de Especies Marinas (BeRMS)

- Registro Canadiense de Especies Marinas (CaRMS)

- Registro Europeo de Especies Marinas (ERMS)

- Especies Marinas de las Islas Británicas y Mares Adyacentes (MSBIAS)

- Registro Atlántico Norte de Especies Marinas (NARMS)

- Registro de Especies Marinas de Hong Kong (HKRMS)

- Registro Chino de Especies Marinas (ChaRMS)

Como una referencia:
- Lista de Azores

- Lista de Grecia

- Lista Ibérica

- Lista de Irlanda

- Lista de Israel

- Lista de Polonia

- Lista de Suecia

- Registro de Especies Marinas del Golfo de México

- Registro de Especies Marinas de Nueva Zelanda (volumen I)

Bajo construcción: 
- Lista de Escalda

### Las bases de datos de especies temáticas (TSD)
- Proyecto ICES Bentos del Mar del Norte (NSBP)

- Referencia taxonómica COI-UNESCO Lista de Micro Algas Nocivas (HAB)

- Macrobentos de la Plataforma Continental de Bélgica (MACROBEL)

- Registro de Organismos Marinos de UNESCO (URMO)

- Registro Mundial de Especies de Aguas Profundas (WoRDSS)

- Gastrópodos de Agua Dulce del Neógeno Europeo (FreshGEN)

- Registro Mundial de Especies Marinas Introducidas (WRIMS)

- Rasgos de Especies Marinas

- Registro Mundial de Especies Marinas de Cuevas (WoRCS)

### Bases de datos externas de Especies Globales
- Lista Mundial de Algas (marinas), desde AlgaeBase

- Lista Mundial de Bryozoa (recientes y fósiles), desde Recent and Fossil Bryozoa

- Lista Mundial de Ctenophora, desde Ctenophora Phylum: lista de todos los nombres de las especies válidas

- Lista Mundial de Hongos (marinos), desde Index Fungorum

- Lista Mundial de Peces (marinos), desde FishBase

- Lista Mundial de Reptiles (marinos), a partir de ReptileDataBase

- Lista Mundial de Rotíferos (marinos), a partir de FADA

- Lista Mundial de Turbellaria, desde Turbellarian Taxonomic Database

- Lista Mundial de Virus (marinos) International Committee on Taxonomy of Viruses (ICTV)